# Dedowo
Dedowo (bułg. Дедово) – wieś w południowej Bułgarii, w obwodzie Płowdiw, w gminie Rodopi. 21 km od Płowdiwu.